# Aspidoras pauciradiatus
Aspidoras pauciradiatus (Аспідорас пунктирний) — вид риб з роду Aspidoras родини Панцирні соми ряду сомоподібні. Інші назви «рябий аспідорас», «несправжній коридорас», «шестипроменевий коридорас».

## Опис
Загальна довжина сягає 2,9 см. Спостерігається статевий диморфізм: самиця більша за самця. Голова середнього розміру. Очі помірно великі. Рот доволі широкий. Є 2 пари добре розвинених вусиків. Тулуб стиснутий, з 2 рядками кісткових пластинок з кожного боку, що перекривають одна одну. Спинний плавець великий з 6 м'якими променями. Анальний плавець короткий. Жировий плавець у передній частині черева. Хвостовий плавець широкий, дещо розрізаний.
Забарвлення оливково-чорне з коричнево-чорними цятками. Дрібні плямочки чорного кольору на голові та тулубі майже утворюють рядки. Черево блідне. Спинний плавець має в основі велику чорну пляму, хвостовий — з 5 вузькими темними поперечними смугами. Грудні та черевні плавці прозорі. Анальний плавець з 1-2 рядками плямок. Молодь має суцільно чорний спинний плавець.

## Спосіб життя
Є бентопелагічною рибою. Зустрічається в струмках та річках з помірною течією та піщаним та кам'янистим ґрунтом. Утворює невеличкі косяки. Активна вдень. Живиться донними хробаками, ракоподібними, комахами і рослинними рештками.
Самиця відкладає яйця в рясній рослинності. Самець не охороняє кладку.

## Розповсюдження
Мешкає у річках Арагуая та Негро (Бразилія).